# Guardia Lombardi
Guardia Lombardi es uno de los 119 municipios o comunas ("comune" en italiano) de la provincia de Avellino, en la región de Campania. Con cerca de 1.937 habitantes, según el censo de 2005, se extiende por un área de 55,61 km², teniendo una densidad de población de 34,83 hab/km². Linda con los municipios de Andretta, Bisaccia, Carife, Frigento, Morra De Sanctis, Rocca San Felice, Sant'Angelo dei Lombardi, y Vallata.

## Demografía
| Gráfica de evolución demográfica de Guardia Lombardi entre 1861 y 2001 |
|                                                                        |
| Fuente ISTAT - elaboración gráfica de Wikipedia                        |

- Datos: Q55042
- Multimedia: Guardia Lombardi / Q55042

1. ↑  Worldpostalcodes.org, código postal n.º 83040.
2. ↑  «Codici Catastali». Comuni-italiani.it (en italiano). Consultado el 29 de abril de 2017.